# Золота крона

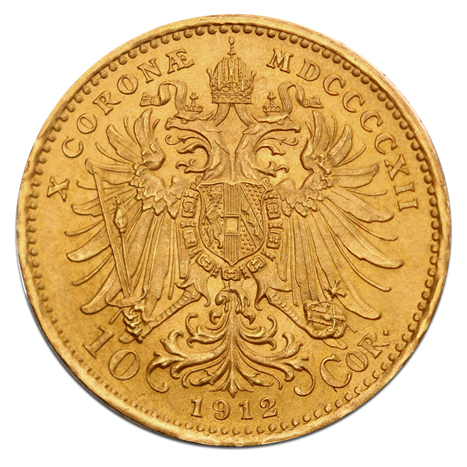
10 австро-угорських золотих крон 1912 року.

Золота́ кро́на (нім. Goldkrone) — назва колишньої валюти Австро-Угорщини, яка використовувала золотий стандарт з 1892 по 1914 рік (де-факто до 1926). Термін «золота крона» застосовувався лише до золотих монет.
У платіжних операціях золоті кронові монети часто мали приховану надбавку через їхню обмежену кількість в обігу порівняно з паперовими грошима. Тому ще до 1915 року банкноти часто називали «паперовими кронами», а їхній обмін до початку Першої світової війни юридично гарантувався на «металеві гроші» (срібні, з нейзильберу або бронзові монети) в державних скарбницях у Відні та Будапешті.
Золота крона замінила попередню гульденову валюту, яка базувалася на срібному стандарті.

## Історія
2 серпня 1892 року був затверджений закон під назвою нім. Kronenwährung, дос. «Кронова валюта», який встановлював нову монетарну систему в Австро-Угорщині засновану на золотому монометалізмі. Відповідно до цього закону, була введена нова грошова одиниця — золота крона.
З 1892 року застосовувалося таке співвідношення:
- Монети золотої крони карбували зі сплаву золота 900-ї проби (90 % золота та 10 % міді), який називали «монетним золотом»;
- 10 золотих крон 900-ї проби містили 3,04878 г чистого золота, а номіналом 20 крон — 6,09756 г;
- З 1 кг чистого золота карбували 328 монет номіналом 10 крон або 295,2 монети з монетного золота;
- З 1 кг чистого золота карбували 164 монети номіналом 20 крон або 147,6 монети з монетного золота;
- Діаметр монети номіналом 20 крон становив 21 мм, а 10 крон ⁣— 19 мм;
- 1 старий гульден (форинт) = 2 нові крони;
- 1 крона = 100 геллерів або філлерів;
- 1 золота крона відповідала еквівалентній вартості за золотим паритетом, що дорівнював 0,85 золотої марки, 1,05 французького франка або 0,04 фунта стерлінгів (валюти Латинського монетного союзу)[5].

Відповідно до закону від 11 серпня 1907 року було розпочали карбування монет номіналом 100 крон. Золоті монети номіналом 10, 20 і 100 крон перебували в обігу до початку Першої світової війни. 1 серпня 1914 року обмін банкнот на золото був припинений і більше не відновлювався.

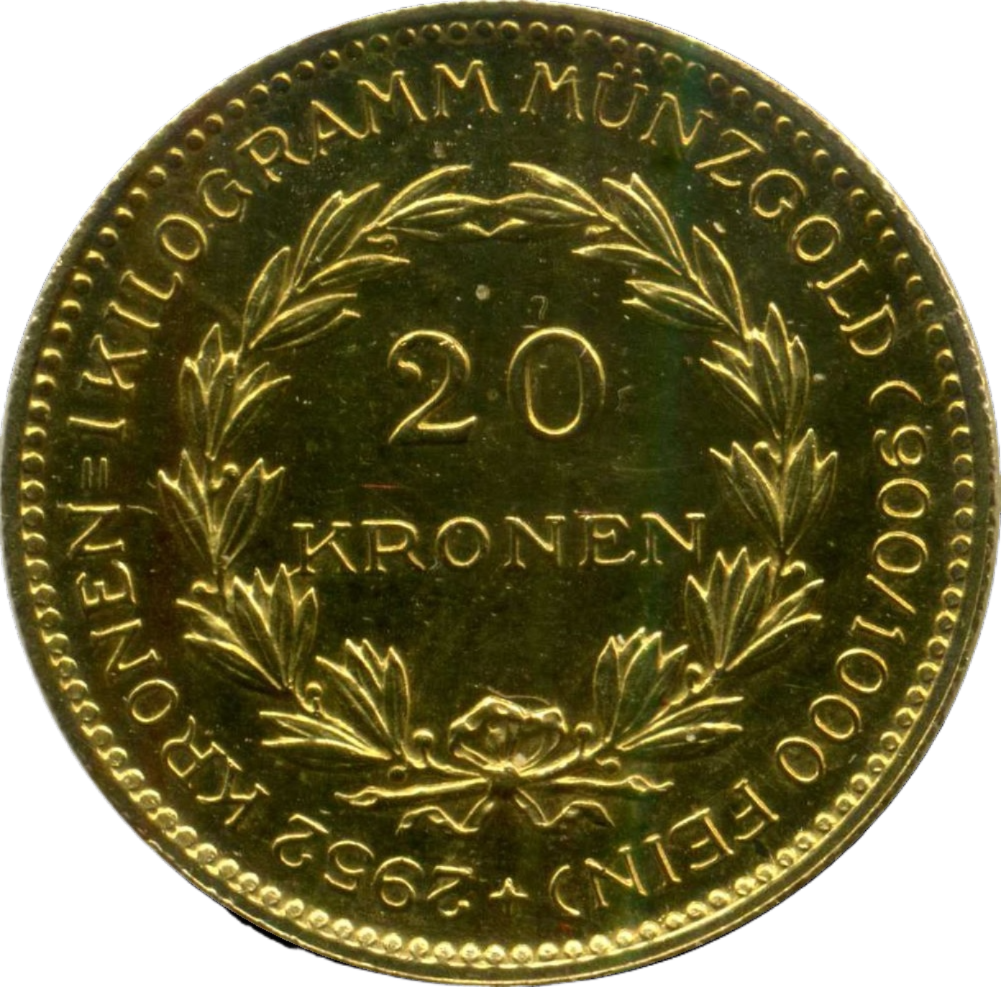
20 австрійських золотих крон 1923 року. Надпис говорить: «2952 крони = 1 кілограм монетного золота (900-ї проби)»

У 1923 році в Австрійській Республіці випустили монети з золота номіналом 20 і 100 крон, які за своїми ваговими характеристиками відповідали стандарту золотої крони. Відповідно до федерального закону під назвою нім. Schillingsrechnungsgesetz, прийнятого Національною радою Австрії 20 грудня 1924 року, новою офіційною грошовою одиницею Австрії став шилінг замінивши Австрійську крону. Його вага в чистому золоті була встановлена на рівні 0,21172086 г, що відповідало 0,694 частки золотого вмісту золотої крони.
До введення золотої крони дукат був домінуючою золотою монетою в Австрії. Навіть після переходу на золоту крону він продовжував існувати як торгова монета та карбується досі у вигляді інвестиційних монет із датою 1915 року. Також Австрійський монетний двір випускає рестрайки золотих крон номіналом 10 крон 1912 року, 20 та 100 крон 1915 року.

## Співзвучні назви інших валют
- Золота «нім. Vereinsmünze» монета вагою 1/50 нім. Zollpfund, дос. «німецького митного фунта» чистого золота, що карбувалась спільно в Німецькому митному союзі з 1857 по 1871 рік, також була відома як «золота крона». Однак вона не зарекомендувала себе як валюта золотого стандарту в Німеччині та Австрії.
- У Німеччині золоті монети номіналом 10 марок з 1871 по 1914 рік офіційно називалися «кроною».
- Під час обігу гульдена в Австро-Угорщині для міжнародної торгівлі та міждержавних платежів, також випускалися спеціальні золоті торгові монети — золоті крони (11,111 г золота 900-ї проби) та півкрони, але їх карбування припинили в 1866 році[12].

## Валютний курс
| Місяць  | Рік  | Рік  | Рік  | Рік  | Рік  | Рік   | Рік   | Рік      | Рік    | Рік    | Рік    |
| Місяць  | 1914 | 1915 | 1916 | 1917 | 1918 | 1919  | 1920  | 1921     | 1922   | 1923   | 1924   |
| ------- | ---- | ---- | ---- | ---- | ---- | ----- | ----- | -------- | ------ | ------ | ------ |
| Грудень | 1,16 | 1,5  | 1,89 | 2,25 | 3,3  | 29,42 | 99,60 | 1 261,38 | 14 380 | 14 400 | 14 400 |